# Kolléram
Kolléram est une localité et une commune rurale du Niger, département de Mirriah, région de Zinder.

## Géographie
La localité de Kolléram est située à 14 km à l'ouest du chef-lieu départemental Mirriah. 
| Zinder I | Gaffati  |         |
| Zinder V | Kolléram | Mirriah |
|          | Gouna    |         |

## Histoire
La commune rurale de Kolléram instaurée en 2002, est issue du canton de Baban Tapki.

## Population
Lors du recensement général de 2012, la population communale est relevée à 29 583 habitants, dont 8 913 habitants pour la localité principale.

## Localités
La commune s'étend sur 14 villages et 16 hameaux au centre-ouest  du département de Mirriah.

## Services et infrastructures
- Centre de Santé Intégré (CSI) à Kolléram, Dineye[5].
- Collège d'enseignement général (CEG) à Kolléram.
- Centre de formation des métiers (CFM) à Kolléram.